# Bauke Jonkman
Bauke Jonkman, ( Sint Nicolaasga, 23 juni 1967), was een wedstrijdschaatser op de sprint tussen 1984 en 1992.

## Uitslagen
| Jaar | Plaats | Kampioenschap       |
| ---- | ------ | ------------------- |
| 1984 | 13     | NK Sprint           |
| 1985 | 15     | NK Sprint           |
| 1986 | 7      | NK Sprint           |
| 1987 | 3      | NK Afstanden 500 m  |
| 1987 | 1      | NK Afstanden 1000 m |
| 1987 | 8      | NK Afstanden 1500 m |
| 1987 | 6      | NK Sprint           |
| 1987 | 22     | WK Sprint           |
| 1988 | 7      | NK Afstanden 500 m  |
| 1988 | 3      | NK Afstanden 1000 m |
| 1988 | 13     | NK Afstanden 1500 m |
| 1988 | 13     | NK Sprint           |
| 1989 | 9      | NK Afstanden 500 m  |
| 1989 | 8      | NK Afstanden 1000 m |
| 1989 | 4      | NK Sprint           |
| 1989 | 22     | WK Sprint           |
| 1990 | 7      | NK Afstanden 500 m  |
| 1990 | 8      | NK Afstanden 1000 m |
| 1990 | 4      | NK Sprint           |
| 1991 | 2      | NK Afstanden 500 m  |
| 1991 | 10     | NK Afstanden 1000 m |
| 1991 | 5      | NK Sprint           |
| 1992 | 22     | NK Afstanden 500 m  |
| 1992 | 14     | NK Sprint           |